# Horacio Nava
Horacio Nava Reza (né le 20 janvier 1982 à Chihuahua) est un athlète mexicain, spécialiste de la marche.
Ses meilleurs temps sont :
- 20 km : 1 h 22 min 53 à Tijuana le 20 mars 2004
- 50 km : 3 h 45 min 21 à Pékin pour les Jeux olympiques (finaliste)

Il remporte le titre du 20 km marche lors des Jeux d'Amérique centrale et des Caraïbes de 2014 dans son pays. Il remporte la médaille de bronze sur 50 km lors des Jeux panaméricains de 2015 à Toronto.